# Internationella arkitektunionen
Internationella arkitektunionen (International Union of Architects, Union internationale des Architectes, eller UIA) är en internationell icke-statlig organisation som representerar över en miljon arkitekter i 124 länder. UIA grundades i Lausanne i Schweiz 1948. Generalsekretariatet ligger i Paris. UIA erkänns som den enda organisationen inom sitt område av bland andra FN-organen Unesco, UNCHS, ESOSOC, UNIDO, och Världshälsoorganisationen samt Världshandelsorganisationen.

## Priser
Sedan 1961 delar UIA ut fyra priser var tredje år:
- Auguste Perret Prize, for technology applied to architecture
- Sir Patrick Abercrombie Prize, for town-planning or territorial development
- Jean Tschumi Prize, for architectural criticism or architectural education
- Sir Robert Matthew Prize, for improvement in the quality of human settlements.

Bland tidigare mottagare av Sir Patrick Abercrombie Prize märks:
- 1961: Town Planning Service of the City of Stockholm (Sven Markelius och Göran Sidenbladh)[4]
- 1993: Jan Gehl (Danmark)

### UIA:s guldmedalj
Sedan 1984 delar organisationen ut en guldmedalj för att uppmärksamma en arkitekt som utmärkt sig professionellt.

## Internationella tävlingar
Organisationen arrangerar även internationella designtävlingar för några av nutidens främsta rum. UIA arrangerade de tävlingar som resulterade i konstruktionen av:
- Georges Pompidou Centre, Paris
- Indira Gandhi Centre, New Delhi
- Bibliothèque Nationale de France, Paris
- National Museum of Seoul
- Prado National Museum, Madrid
- Opera House, Sydney